# 卡爾頓 (蒙大拿州)
卡爾頓（英語：Carlton）是位於美國蒙大拿州米蘇拉縣的普查規定居民點。

## 歷史
卡爾頓的郵局於1883年設立，其後於1908年停運。

## 人口
根據2020年美國人口普查的數據，卡爾頓的面積為16.00平方千米，當中陸地面積為15.95平方千米，而水域面積為0.05平方千米。當地共有人口721人，而人口密度為每平方千米45.06人。